# Kuryłówka
Kuryłówka est une localité polonaise, siège de la gmina de Kuryłówka, située dans le powiat de Leżajsk en voïvodie des Basses-Carpates.
Il est situé à l'embouchure de Złota à San. Mentionné pour la première fois en 1515, bien que la colonie à cet endroit existait déjà à l'époque romaine. En 1978, Alexandera Gruszczyńska du musée du district de Rzeszów a mené des recherches archéologiques au cours desquelles les restes d'une colonie de Période romaine.